# Nubécourt
Nubécourt település Franciaországban, Meuse megyében. Lakosainak száma 249 fő (2022. január 1.). Nubécourt Autrécourt-sur-Aire, Beausite, Èvres, Foucaucourt-sur-Thabas, Ippécourt, Pretz-en-Argonne és Saint-André-en-Barrois községekkel határos.

## Népesség
A település népességének változása:
| Lakosok száma | 166  | 290  | 275  | 278  | 248  | 244  | 249  | 250  | 247  | 249  |
|               | 1968 | 1982 | 1990 | 2006 | 2013 | 2015 | 2017 | 2019 | 2020 | 2022 |